# Otto Schulze-Köln
Karl Heinrich Otto Schulze, genannt Otto Schulze-Köln (* 22. August 1863 in Magdeburg; † 29. Mai 1936), war ein deutscher Kunst- und Architekturkritiker sowie Direktor der Handwerker- und Kunstgewerbeschule Elberfeld.

## Leben
Otto Schulze-Köln hatte den akademischen Grad Dr. phil. erworben und war spätestens 1893 Assistent am Kunstgewerbemuseum Köln, wo ab 1895 der Kunsthistoriker Otto von Falke sein Vorgesetzter war. Als Fachautor zu künstlerischen, kunsthistorischen und kunstgewerblichen Themen machte er seit den 1890er Jahren kunstinteressierte Kreise auf sich aufmerksam, seit Ende des 19. Jahrhunderts insbesondere durch Beiträge in kunstgewerblichen Zeitschriften des Darmstädter Verlegers Alexander Koch und des Bayerischen Kunstgewerbevereins. Darin setzte er sich auch mit den zeitgenössischen Strömungen des Jugendstils und der Reformbewegung auseinander. Er gilt als erster Kritiker, der versuchte, den Begriff „Jugendstil“ von seinem damals negativen Beigeschmack zu befreien. In den Jahren 1901 bis 1903 betrieb Schulze-Köln in Darmstadt den Hauskunst-Verlag.
Otto Schulze-Köln war verheiratet mit Selma Marnitz. In Darmstadt wurde dem Paar der Sohn Otto (1898–1976) geboren, der ein Maler und Kunstlehrer wurde und mit der Künstlerin Sulamith Wülfing verheiratet war.
Als Nachfolger des Malers Richard Meyer, der als Schulleiter 1905 zur Kunstgewerbeschule Hamburg gewechselt war, wurde Otto Schulze-Köln Mitte der 1900er Jahre zum Direktor der 1896 gegründeten Handwerker- und Kunstgewerbeschule in Elberfeld berufen. Auch berief ihn die im Keramikhaus in Essen residierende Keramische Centrale für Rheinland und Westfalen AG zu ihrem künstlerischen Berater. Ferner wurde er Mitglied des 1907 gegründeten Deutschen Werkbunds.
Schulze starb 1936 im Alter von 72 Jahren. Seine Grabstätte befindet sich auf dem Evangelischen Friedhof Bredtchen in Wuppertal.

## Veröffentlichungen (Auswahl)
- Die Knackfussschen Künstler-Monographien. In: Buchgewerbeblatt. III. Jahrgang, Heft 17 (1. Juni 1895), Sp. 338 (Google Books).
- Villa Fritzsche in Leipzig-Gohlis. In: Alexander Koch (Hrsg.): Illustrirte kunstgewerbliche Zeitschrift für Innen-Dekoration zur Ausschmückung u. Einrichtung der Wohnräume. X. Jahrgang (1899), Heft 6, S. 85 (Digitalisat).
- Wurzel-Fragmente. In: Bayerischer Kunstgewerbe-Verein (Hrsg.): Kunst und Handwerk. 50. Jahrgang (1899/1900), Heft 9, S. 302 (Digitalisat).
- Jugendstil-Sünden. In: Bayerischer Kunstgewerbe-Verein (Hrsg.): Kunst und Handwerk. 52. Jahrgang (1901/02), Heft 5, S. 198.
- Hermann Kirchmayr – Innsbruck (Tirol). In: Alexander Koch (Hrsg.): Deutsche Kunst und Dekoration. Band XIII (1903/04), S. 114 (Digitalisat).
- Malerin Clara Walther – Berlin. In: Alexander Koch (Hrsg.): Deutsche Kunst und Dekoration. Band XIV (April – September 1904), S. 434 (Digitalisat).
- Architekt Emil Beutinger – Darmstadt und Heilbronn. In: Alexander Koch (Hrsg.): Deutsche Kunst und Dekoration. Band XIV (April – September 1904), S. 462 (Digitalisat).
- Entwürfe zu Kunstverglasungen von F. Nigg – Magdeburg. In: Alexander Koch (Hrsg.): Deutsche Kunst und Dekoration. Band XIV (April – September 1904), S. 583 (Digitalisat).
- Reform des Zeichenunterrichts. In: Alexander Koch (Hrsg.): Deutsche Kunst und Dekoration. Band XIV (April – September 1904), S. 614 (Digitalisat).
- Ludwig Paffendorf als Innen-Architekt. In: Alexander Koch (Hrsg.): Innen-Dekoration. Reich-illustierte kunstgewerbl. Zeitschrift für den gesamten inneren Ausbau. XVI. Jahrgang (1905), Januar-Heft, S. 1 (Digitalisat).
- Schönheit und Zweckmäßigkeit. In: Zeitschrift für Architektur und Ingenieurwesen. 1909, S. 16–44.
- Raumbedarf, Raumgrösse, Raumwirkung. In: Alexander Koch (Hrsg.): Innen-Dekoration. Die gesamte Wohnungskunst in Wort und Bild. XXIV. Jahrgang (1913), Heft 6, S. 267 (Digitalisat).
- Geschmacksbekundung als Lebensform. In: Kunstgewerbeblatt. Neue Folge, 24. Jahrgang (1913), Heft 8, S. 142 (Digitalisat).
- Neuere Metallarbeiten der Handwerker- und Kunstgewerbeschule Elberfeld. In: Kunstgewerbeblatt. Neue Folge, 26. Jahrgang (1914/15), Heft 1, S. 1 (Digitalisat).
- Die Zukunft des Ornaments. In: Alexander Koch (Hrsg.): Deutsche Kunst und Dekoration. Band XXXVI (April – September 1915), S. 69 (Digitalisat).
- Bäuerliche Hozschnitzereien und Kleinmöbel. Alexander Schöpp-Verlag, Elberfeld 1924.
- Neuere Bauten des Arch. Dipl.-Ing. Ed. Lyonel Wehner, Düsseldorf. In: Deutsche Bauzeitung, 61. Jahrgang (1927), Nr. 30, S. 257–263.